# Giessen 46ers
El Giessen 46ers (Gießen 46ers) és un equip alemany de basquetbol de la ciutat de Gießen. Va ser fundat amb el nom de MTV 1846 Giessen, club fundat el 1846. La secció de bàsquet nasqué el 1937. Entre el 2000 i el 2003 s'anomenà Avitos Gießen. És l'únic equip que mai ha baixat de la Bundeslliga alemanya des que aquesta fou creada el 1966 (setembre del 2008).

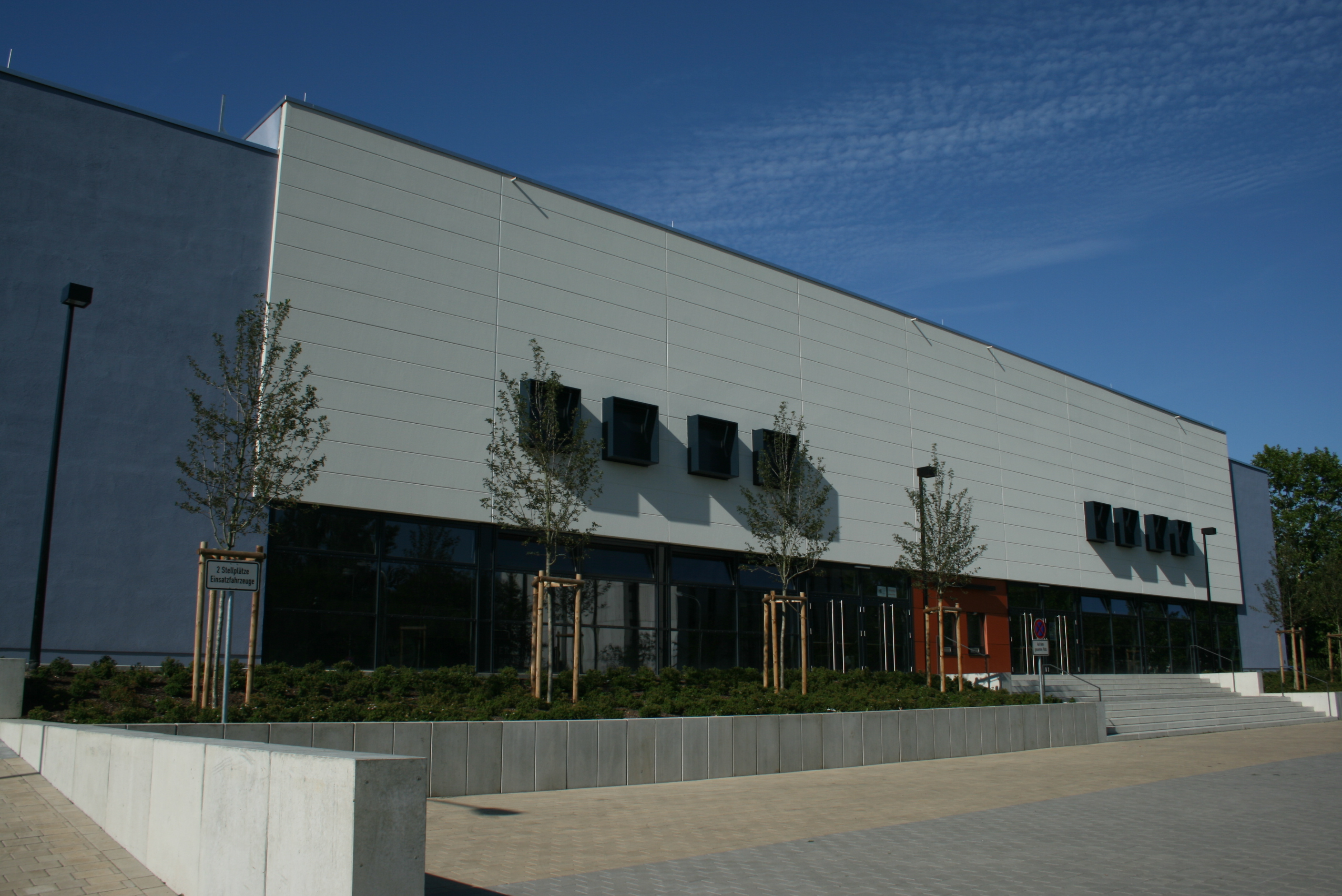
Osthalle

## Palmarès
- Lliga alemanya de bàsquet (5): 1965, 1967, 1968, 1975, 1978
- Copa alemanya de bàsquet (3): 1969, 1973, 1979